# Nephrotoma lordhowensis
Nephrotoma lordhowensis är en tvåvingeart som beskrevs av Nikolas Vladimir Dobrotworsky 1974. Nephrotoma lordhowensis ingår i släktet Nephrotoma och familjen storharkrankar. Inga underarter finns listade i Catalogue of Life.